# هنري ميتشيل
هنري ميتشيل (بالإنجليزية: Henry Mitchell)‏ هو سياسي أمريكي، ولد في 1784 في الولايات المتحدة، وتوفي في 12 يناير 1856 في نفس البلد. حزبياً، نشط في ديمقراطية جاكسونية والحزب الديمقراطي. وقد انتخب عضو جمعية ولاية نيويورك وانتخب عضو مجلس النواب الأمريكي.